# Vejamen
Vejamen es aquella composición literaria satírica y/o reprensión festiva del género jocoso que, como pieza poética o construcción lírica, glosa o ridiculiza los defectos de un individuo, sean estos físicos o morales. También puede referirse al «discurso burlesco», pronunciado en academias y antiguas universidades, dentro de una justa o certamen poético de índole bufonesca.
Se propone la etimología del  del latín «vexāmen» (vejación, burla despiadada). Fue muy popular en las Academias literarias del Siglo de Oro español.